# Лофнер, Джаред
Джаред Ли Лофнер (англ. Jared Lee Loughner) (род. 1988) — житель Тусона (штат Аризона), осуществивший в возрасте 22 лет 8 января 2011 года покушение на члена Конгресса от Аризоны Габриэль Гиффордс, в результате чего погибло 6 человек (в том числе и федеральный судья Джон Ролл). Ранения получили 14 человек, сама Гиффордс была тяжело ранена в голову, вследствие чего была вынужденна долго лечиться и завершить политическую карьеру через год.

## Биография
Джаред Ли Лофнер родился в Тусоне 10 сентября 1988 года. Его родители перебрались туда в 1977 году.
Школьное образование Джаред получил в Тусоне. Он учился в средней школе Маунтин-Бью, которую бросил в мае 2006 года. В юношестве Лофнер играл на саксофоне в джаз-бэнде. Знакомые описывали его как благожелательного и склонного к шуткам. Ближе ко времени окончания школы Лофнер стал одеваться как представитель молодёжной культуры «готов». Тогда же он стал высказывать некоторые конспирологические идеи; в частности, он придерживался мнения, что крупнейшие теракты 11 сентября 2001 года были организованы американским правительством. Помимо этого Лофнер пристрастился к лёгким наркотикам. А в 2006 году после сильного алкогольного отравления перестал посещать школу.

## Взрослая жизнь
Среди своих мест дальнейшего обучения после 18-летия Лофнер упоминал также Северо-западный ацтекский средний колледж в Тусоне. Отношения Лофнера с его отцом Рэнди Лофнером и матерью Эми Лофнер после 18-летия не были устойчивыми. В частности, известно о случаях, когда Джаред исчезал из дома на несколько дней. Отец Лофнера официально не работал, но занимался ремонтом автомобилей.
В октябре 2007 года Лофнер был задержан по обвинению в хранении наркотиков, однако уже в ноябре его освободили. Впоследствии Лофнер также привлекался к ответственности в октябре 2008 года, хотя журналисты не смогли выяснить, в чём он обвинялся. В том же году Лофнер попытался записаться в армию США, но после прохождения теста и медицинского осмотра в декабре его признали негодным к службе. Официальные данные о причинах отказа в приёме в армию оглашены не были, но, по некоторым данным, Лофнер был признан негодным из-за употребления наркотиков; в частности, он признал, что постоянно употреблял марихуану. В конце 2000-х годов Лофнер работал продавцом сэндвичей и выгуливал собак в местном центре заботы о животных, но в обоих случаях был уволен за неадекватное поведение.
Любимыми политическими деятелями Лофнер называл революционера Че Гевару, президента Венесуэлы Уго Чавеса и президента США Барака Обаму. Как избиратель Лофнер был зарегистрирован в 2006 году; ни к одной из партий он не примкнул.
Любимым занятием Лофнера было чтение. Среди его любимых книг были «Скотный двор» Джорджа Оруэлла, «О дивный новый мир» Олдоса Хаксли, «Удивительный волшебник из страны Оз» Фрэнка Баума, «451 градус по Фаренгейту» Рэя Брэдбери, «Убить пересмешника» Харпер Ли, «Манифест коммунистической партии» Карла Маркса и Фридриха Энгельса, «Сиддхартха» Германа Гессе, «Старик и море» Эрнеста Хемингуэя, «Путешествия Гулливера» Джонатана Свифта, «Моя борьба» Адольфа Гитлера и другие. В прессе отмечалось, что многие из этих книг объединяло то, что в них описывалось противостояние человека тоталитарной системе.

## Учёба в колледже
В феврале 2010 года Лофнер поступил в муниципальный колледж округа Пима, специально предназначенный для бросивших школу. Направление его учёбы неизвестно. При этом Лофнер регулярно нарушал правила поведения в колледже. Указывалось, что он был «психически неустойчив».
29 сентября 2010 года администрация колледжа обнаружила на портале YouTube сделанную Лофнером видеозапись, в которой он утверждал, что функционирование учебного заведения было незаконно с точки зрения Конституции США. Тогда же он был временно отчислен из колледжа за нарушение правил поведения. В октябре того же года Лофнер сообщил, что окончательно покидает колледж, и с тех пор отказался от всяких контактов с учебным заведением. Представители колледжа, в свою очередь, направили Лофнеру предупреждение, что для того, чтобы вернуться к учёбе, он должен был предоставить медицинское подтверждение того, что его пребывание в колледже не будет опасным ни для него, ни для кого-либо другого.

## После колледжа
Джаред вернулся домой и зарегистрировался 25 октября 2010 года на YouTube. В социальной сети MySpace и на портале YouTube Лофнер писал, что «изучал грамматику». Он публиковал антиправительственные сообщения, заявляя, что «власти контролируют мышление и занимаются промывкой мозгов путём контроля над грамматикой» (implying mind control and brainwash on the people by controlling grammar). Действия полиции Лофнер называл неконституционными. Кроме того он сетовал на низкий уровень грамотности в колледже и призывал жителей своего избирательного округа самостоятельно контролировать своё владение английской грамматикой. У Лофнера также были идеи создания новой денежной системы, основанной на золотом стандарте. Сообщалось, что некоторые послания Лофнера содержали «странные умозаключения» и «необъяснимые числа и ссылки». В это время Лофнер, по его словам, также посещал занятия Университета штата Аризона, однако представители университета позднее опровергли эти утверждения.
30 ноября 2010 года Лофнер легально приобрёл пистолет; для этого он прошёл стандартную проверку Федерального бюро расследований (ФБР). Затем Лофнер пытался купить патроны в одном из магазинов, но ему было отказано из-за неадекватного поведения; позже он всё же приобрёл боеприпасы в другом магазине.

## Стрельба
8 января 2011 года 22-летний Джаред Ли Лофнер появился на встрече с членом Конгресса США от Аризоны Габриэль Гиффордс. Он приехал на такси, расплатился и, не дожидаясь сдачи, направился через магазин к месту встречи. Таксист — мужчина лет пятидесяти — решил вернуть ему сдачу и направился следом (первоначально его подозревали в соучастии). Лофнер прошёл оцепление и около 10:05 по местному времени с расстояния в три метра выстрелил Гиффордс в голову из 9-мм Глока 19. Затем Джаред развернулся и открыл беспорядочный огонь по толпе, выпустив все 33 пули. Лофнер стал перезаряжать пистолет, но стоящей рядом 61-летней Патрисии Мэйч удалось выбить из его рук запасной 33-зарядный магазин к пистолету. Лофнер попытался достать ещё один запасной магазин из заднего кармана, но получивший касательное ранение в голову 74-летний отставной полковник Билл Бэджер сбил стрелявшего с ног и заломил ему левую руку. На помощь Бэджеру бросились ещё двое мужчин: Роджер Зальцгебер схватил правую руку Лофнера, а Джозеф Зимуди упал на ноги стрелку. Они втроём держали Лофнера до прибытия полиции в 10:15. В результате стрельбы на месте были убиты 5 человек, включая федерального судью Джона Ролла. Ещё одна 9-летняя девочка, Кристин Гринн, скончалась по дороге в больницу. Ещё 14 человек, включая Гиффордс, получили ранения.

## Следствие и приговор
9 января Лофнер был допрошен ФБР и было объявлено, что он отказался от сотрудничества с властями и ходатайствовал о применении права Пятой поправки. Власти заявили, что мотивация предполагаемого стрелка неизвестна, поскольку он отказывается говорить. 10 января 2011 года Лофнеру были предъявлены официальное обвинение по пяти пунктам: два пункта касались убийства федеральных госслужащих, а остальные три — покушения на убийство госслужащих, в том числе Гиффордс. Государственным защитником Лофнера стала Джуди Кларк (Judy Clarke), ранее защищавшая «Унабомбера» Теодора Качинского и участвовавшая в защите террориста сети «Аль-Каида» Закарии Муссауи.
19 января 2011 года вместо первоначальных обвинений, выдвинутых в отношении Лофнера прокурорскими работниками Тусона, появились первые обвинения, сформулированные «большим жюри» — специальной коллегией присяжных. На этот момент Лофнер обвинялся только в покушении на Гиффордс и двоих её помощников.
20 января Большая коллегия присяжных предъявила Джареду Лофнеру обвинения по трём пунктам, включая и обвинение в попытке убийства Габриэль Гиффордс, в связи с чем несостоявшемуся убийце конгрессмена грозит от пожизненного срока до смертной казни.
Тогда же появились сообщения, что Лофнер и ранее угрожал Гиффордс. По данным местных правоохранительных органов, до совершения преступления Лофнер действительно несколько раз угрожал убийством, но не Гиффордс. В то же время дома у Лофнера были обнаружены благодарственное письмо от Гиффордс за участие во встрече с жителями Тусона в 2007 году, а также конверт с надписями «Я планировал заранее», «Мое убийство» и «Гиффордс». Полиция также указывала, что на встречу с членом Конгресса Лофнер приехал вместе с мужчиной в возрасте около пятидесяти лет, который подозревался в соучастии в преступлении.
24 января Джаред Ли Лофнер объявил о своей невиновности во время предварительного суда. 4 марта 2011 года Лофнеру были предъявлены новые обвинения представителями прокуратуры: обвинение, утверждённое коллегией присяжных, включало 49 пунктов. Лофнера, в частности, был обвинён в убийстве двух федеральных служащих — судьи Джона Ролла и помощника Гиффорд Гейба Циммермана (Gabe Zimmerman), — а также в убийстве ещё четырёх человек, не являющихся федеральными служащими. Кроме того, Лофнер было предъявлено обвинение в 14 случаях причинения тяжких телесных повреждений, в том числе, лицу, состоящему на федеральной службе. Прокуратура пока не сообщила, какое наказание будет требовать для Лофнера, однако эксперты, опрошенные AP, уверены, что речь пойдёт о высшей мере. 22 марта Джаред Ли Лофнер был направлен для прохождения психологической экспертизы.
25 мая 2011 года суд признал, что в настоящий момент психическое состояние подсудимого настолько тяжело, что можно говорить о невменяемости. Сам Джаред Ли Лофнер на суде 25 мая вёл себя столь неадекватно, что был выведен из зала ещё до оглашения решения о направлении его на лечение в тюремную клинику. Следующее заседание было назначено на 21 сентября, однако было перенесено на неделю вперёд. Джаред так и не поверил в то, что Гиффордс выжила: «Обманщики! Она умерла на моих глазах!» — выкрикивал он.
Судья разрешил принудительное лечение Лофнера. 28 сентября 2011 года федеральный суд пришёл к выводу, что психическое состояние Джареда Ли Лофнера заметно улучшилось и что со временем он достаточно выздоровеет, чтобы принять участие в судебном процессе. Отмечалось, что обвиняемый, присутствовавший в зале суда, сидел тихо и внимательно слушал, в то время как на предыдущем заседании по своему делу кричал и вёл себя неадекватно, из-за чего был удалён. Кроме того, работавший с ним психотерапевт сообщил, что Лофнер, у которого ранее диагностировали шизофрению, начал понимать, что убил людей, и испытывать угрызения совести. Специалист выразил надежду, что в дальнейшем он сможет признать свою вину. В декабре 2011 года было принято решение продлить лечение Лофнеру на 2 месяца. В феврале 2012 года срок был продлён ещё на 4 месяца. В марте 2012 федеральный суд отклонил просьбу адвоката Лофнера о прекращении его принудительного лечения. Повторная просьба была отклонена 5 июня 2012 года. Следующее судебное заседание, назначенное на 27 июня 2012 года, было отложено до 7 августа. До суда Джаред Лофнер содержался в психиатрической лечебнице в штате Миссури. На заседании 7 августа Джаред Ли Лофнер признал себя виновным в убийстве шести и ранении четырнадцати человек. Как подчеркнул судья Ларри Бернс (Larry Burns), признание вины позволит Лофнеру избежать смертной казни. Ему грозило пожизненное заключение. 9 августа 2012 года Лофнер заявил, что разочарован тем, что ему не удалось убить Гиффордс и добавил: «Я неудачник, а не террорист».
Окончательный приговор Лофнеру должен был быть вынесен 15 ноября 2012 года, но оглашён на неделю раньше.
8 ноября 2012 года Верховный суд штата Аризона признал 24-летнего Джареда Ли Лофнера виновным по всем предъявленным ему пунктам обвинения и приговорил к семи пожизненным срокам без права на условно-досрочное освобождение, и дополнительно 140 годам тюрьмы. Вынося приговор, судья отметил, что у Лофнера «больше никогда не будет возможности взять оружие в руки».